# جيمس أندرسون (لاعب كرة قدم)
جيمس أندرسون (بالإنجليزية: James Anderson)‏ (1 يناير 1870 باسكتلندا في المملكة المتحدة - ) هو لاعب كرة قدم بريطاني في مركز الهجوم.